# Lega (Ełk)
Lega (deutsch Leegen) ist ein Dorf in der polnischen Woiwodschaft Ermland-Masuren, das zur Gmina Ełk (Landgemeinde Lyck) im Powiat Ełcki (Kreis Lyck) gehört.

## Geographische Lage
Lega liegt am gleichnamigen Flüsschen Lega im Osten der Woiwodschaft Ermland-Masuren, acht Kilometer nordöstlich der Kreisstadt Ełk (Lyck).

## Geschichte
Nach einer vorherigen Zerstörung wurde das damalige und bis vor 1871 Adlig Leegen genannte kleine Dorf 1516 mit einer Handfeste neu gegründet. Es bestand aus eine Domäne und drei Höfen.
Im Jahr 1874 kam Leegen zum neu errichteten Amtsbezirk Selment mit Sitz in Klein Mrosen (polnisch Mrozy Małe) im Kreis Lyck im Regierungsbezirk Gumbinnen (ab 1905: Regierungsbezirk Allenstein) in der preußischen Provinz Ostpreußen. Aufgeteilt in den Ort Leegen und das Gut Leegen zählte das Dorf 1910 insgesamt 176 Einwohner, von denen 110 im Gutsbezirk lebten.
Aufgrund der Bestimmungen des Versailler Vertrags stimmte die Bevölkerung im Abstimmungsgebiet Allenstein, zu dem Leegen gehörte, am 11. Juli 1920 über die weitere staatliche Zugehörigkeit zu Ostpreußen (und damit zu Deutschland) oder den Anschluss an Polen ab. In Leegen stimmten 120 Einwohner für den Verbleib bei Ostpreußen, auf Polen entfielen keine Stimmen.
Am 1. Januar 1929 schlossen sich die Landgemeinden Leegen und Sentken (polnisch Sędki) sowie die Gutsbezirke Leegen, Lycker Forst mit der Landgemeinde Ropehlen (aus dem Amtsbezirk Pisanitzen (polnisch Pisanica)) zur neuen Landgemeinde Sentken zusammen.
Im Jahr 1945 kam Leegen in Kriegsfolge mit dem gesamten südlichen Ostpreußen zu Polen und führt seitdem die polnische Namensform „Lega“. Heute ist das Dorf Sitz eines Schulzenamtes (polnisch Sołectwo) und somit eine Ortschaft im Verbund der Gmina Ełk (Landgemeinde Lyck) im Powiat Ełcki (Kreis Lyck), bis 1998 der Woiwodschaft Suwałki, seither der Woiwodschaft Ermland-Masuren zugehörig.

## Religionen
Bis 1945 war Leegen in die evangelische Pfarrkirche Lyck in der Kirchenprovinz Ostpreußen der Kirche der Altpreußischen Union sowie in die römisch-katholische Kirche St. Adalbert Lyck im Bistum Ermland eingepfarrt.
Heute gehört Lega zu katholischen Pfarrei Chełchy (deutsch Chelchen, 1938 bis 1945 Kelchendorf) mit Filialkirche in Sędki (Sentken) im Bistum Ełk der Römisch-katholischen Kirche in Polen. Die evangelischen Kirchenglieder halten sich zur Kirchengemeinde in der Stadt Ełk, einer Filialgemeinde der Pfarrei Pisz (deutsch Johannisburg) in der Diözese Masuren der Evangelisch-Augsburgischen Kirche in Polen.

## Verkehr
Lega ist von der polnischen Landesstraße 16 aus von Sędki (Sentken) aus in Richtung Kijewo (Kiöwen) zu erreichen. 